# 崔天
崔 天（チェ・チョン、朝鮮語: 최천、1900年8月16日または1903年 - 1967年10月15日）は、日本統治時代の朝鮮および大韓民国の独立運動家、警察公務員、ジャーナリスト、政治家。第3・4・5代韓国国会議員。
別名は崔学驥、崔学騏。

## 経歴
慶尚南道統営郡出身。漢文修学で独学立身。三・一運動により10か月間投獄され、出獄後は東亜日報統営支局長、新幹会統営支部長・中央執行委員を務めた。解放後は警察官僚となり、仁川警察署長、済州道警察庁長、慶尚北道警察局警務課長、慶尚南道警察局長、慶尚南道反託闘争委員会副委員長、民主国民党中央委員、民主党忠武市党委員長を歴任し、麗順事件の時は警備司令官を務め、朝鮮戦争当時は慶尚南道警察局長として治安維持に貢献した。1954年の第3代総選挙から国会議員を3回連続当選し、第4代国会良民虐殺事件真相調査特別委員会委員長、第5代国会商工委員・民議院台風カルメンによる南海・西海一帯被害真相調査特別委員会委員長・民議院台風被害真相調査特別委員会委員長を務めた。
1967年10月15日、忠武市の自宅で老衰により死去。享年69。1980年、独立運動の功績により大統領表彰が追叙された。

## 不祥事
済州島四・三事件では武力鎮圧を主導したが、1960年6月1日には良民虐殺事件真相調査特別委員会委員長として済州島で10日間の現地調査を行い、その後済州島の被害状況を「人命被害1,787人、家屋被害4,179棟、家畜被害25,185頭」と発表した。
麗順事件当時、第8管区警察庁副庁長であった崔は地元の国会議員の黄斗淵による助命の要求にもかかわらず、朴賛吉検事ら左翼とされる21名の銃殺刑を強行した疑いが強い。

## エピソード
1927年3月、慶尚南道評議員の金淇正が韓国人教育が不必要などと発言したのに対し、金に対する懲討大会を開催した。これにより出版法違反、名誉毀損などの疑いで起訴され、1927年10月に釜山地方法院で懲役1年、1928年に大邱覆審法院により懲役6か月、執行猶予3年の刑を宣告された。
1942年2月、朴英根ら8名と抗日運動を議論したことで逮捕され、懲役4か月の刑を宣告された。